# Mahan Airlines
Pour les articles homonymes, voir IRM.
persan : هواپیمایی ماهان Havāpeymāiye Māhān

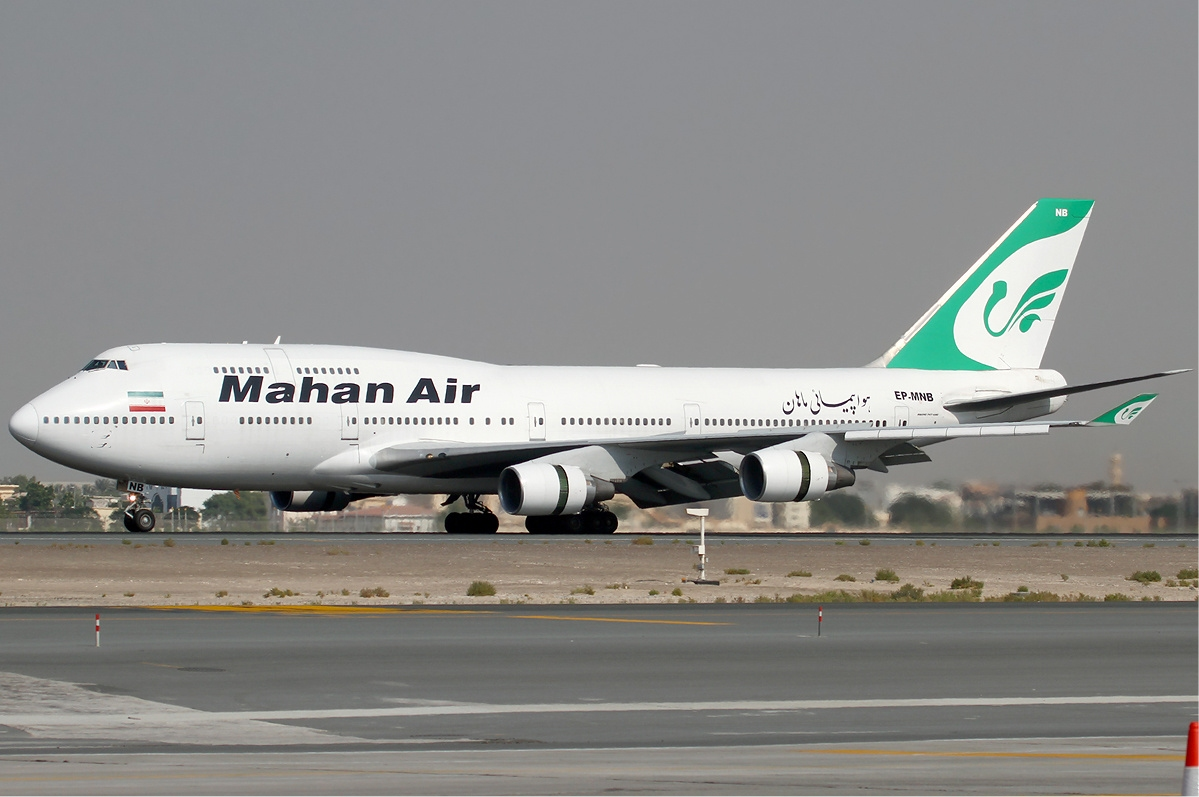
Boeing 747-400 de Mahan Air.

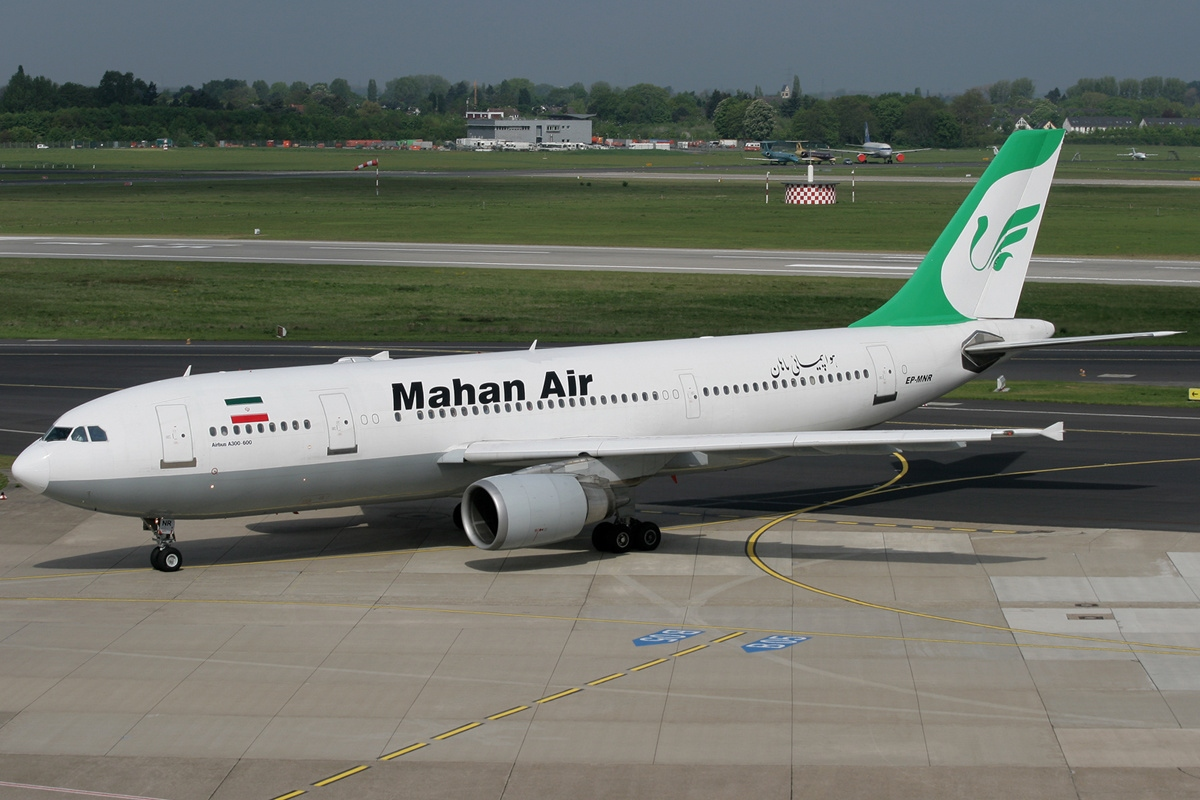
Airbus A300B4-603 de Mahan Air immatriculé EP-MNR, à Düsseldorf

Mahan Air (Code IATA : W5 ; code OACI : IRM) est la principale compagnie aérienne privée iranienne, basée à Téhéran. La compagnie a été créée en 1992.

## Histoire
La compagnie a été créée en 1991 et a commencé ses opérations en juin 1992. C'est la première compagnie aérienne privée de l'Iran (possédé par Mol-Al-Movahedin Charity Institute). Elle rejoint l'AITA en 2000.

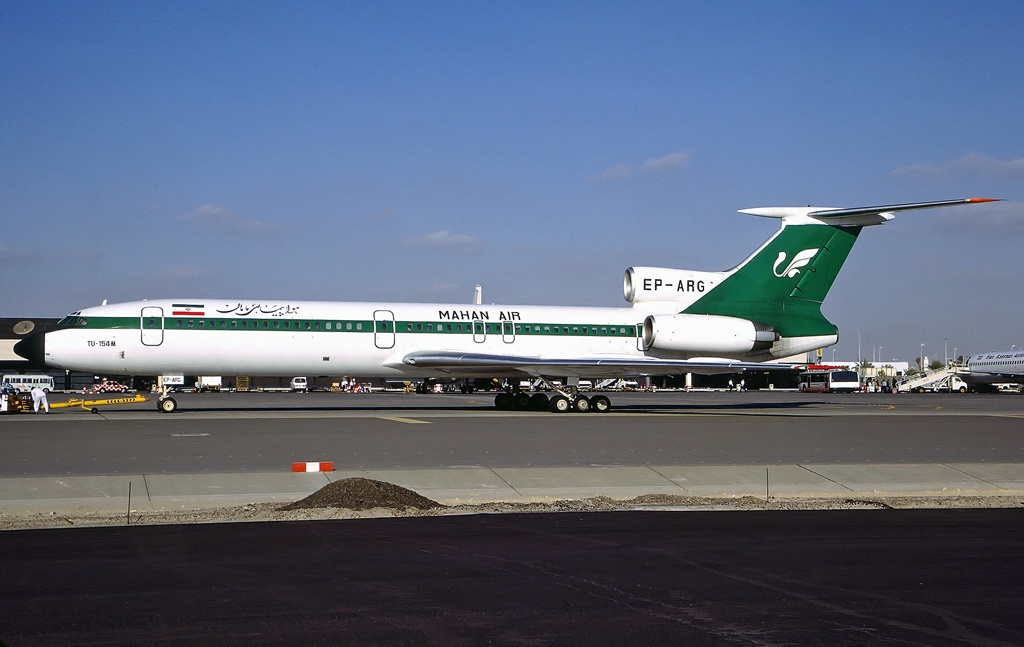
Un Tupolev Tu-154M de Mahan Air en 1999
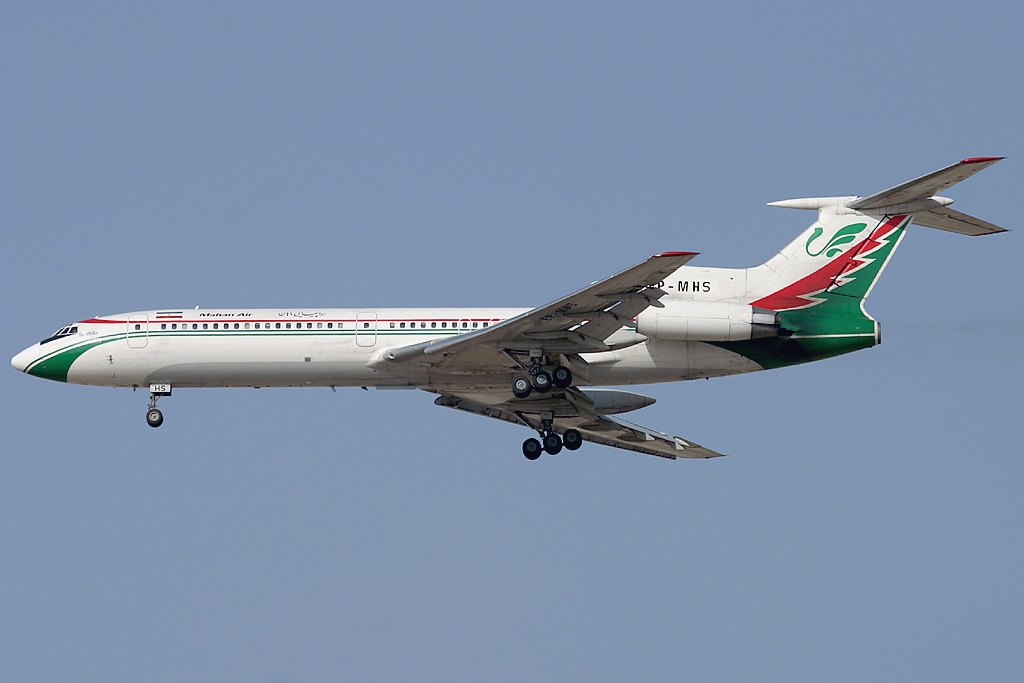
Un Tupolev Tu-154M de Mahan Air en 2005

En 1997, la compagnie commence des vols tout cargo avec deux Iliyushin Il-76TD. 

En raison de l'embargo contre l'Iran, elle ne peut acquérir des appareils occidentaux neufs. La compagnie les achète donc sur le marché de l'occasion (Airbus A300 en 1999, Airbus A310 en 2001 puis Airbus A320 en 2005.

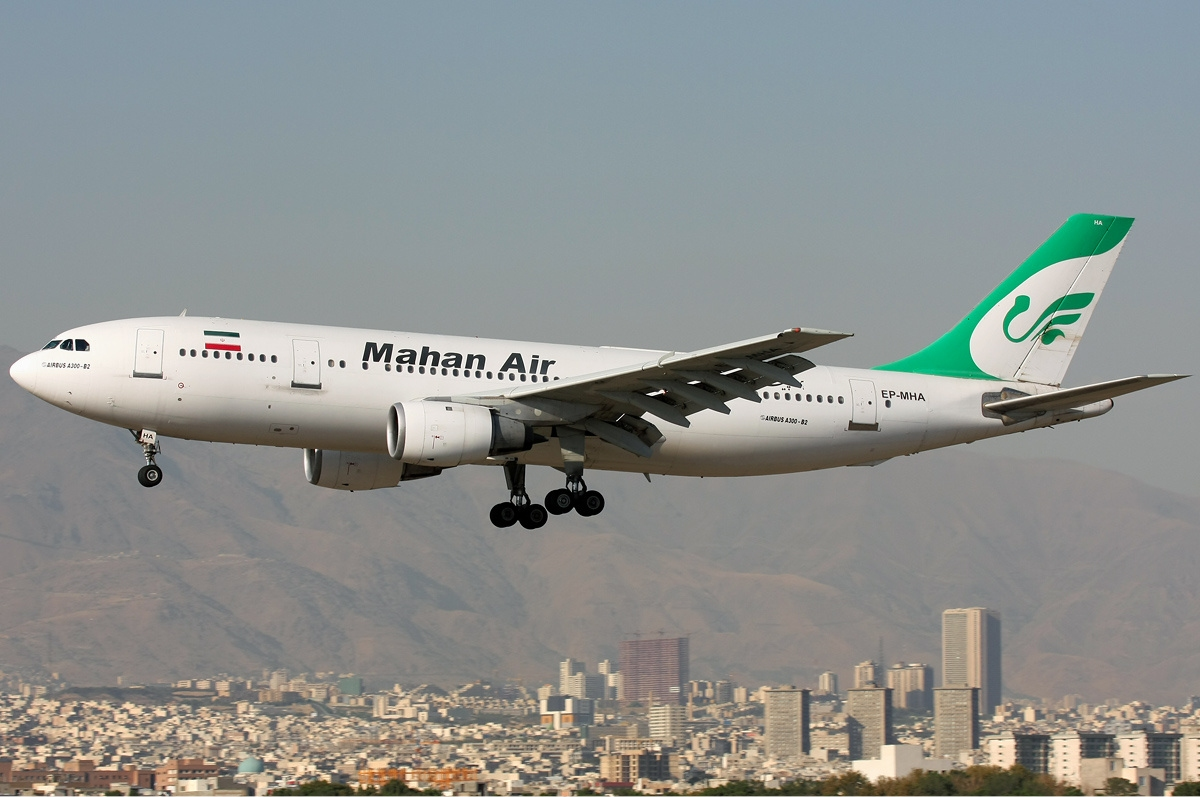
Airbus A300B2 de Mahan Air
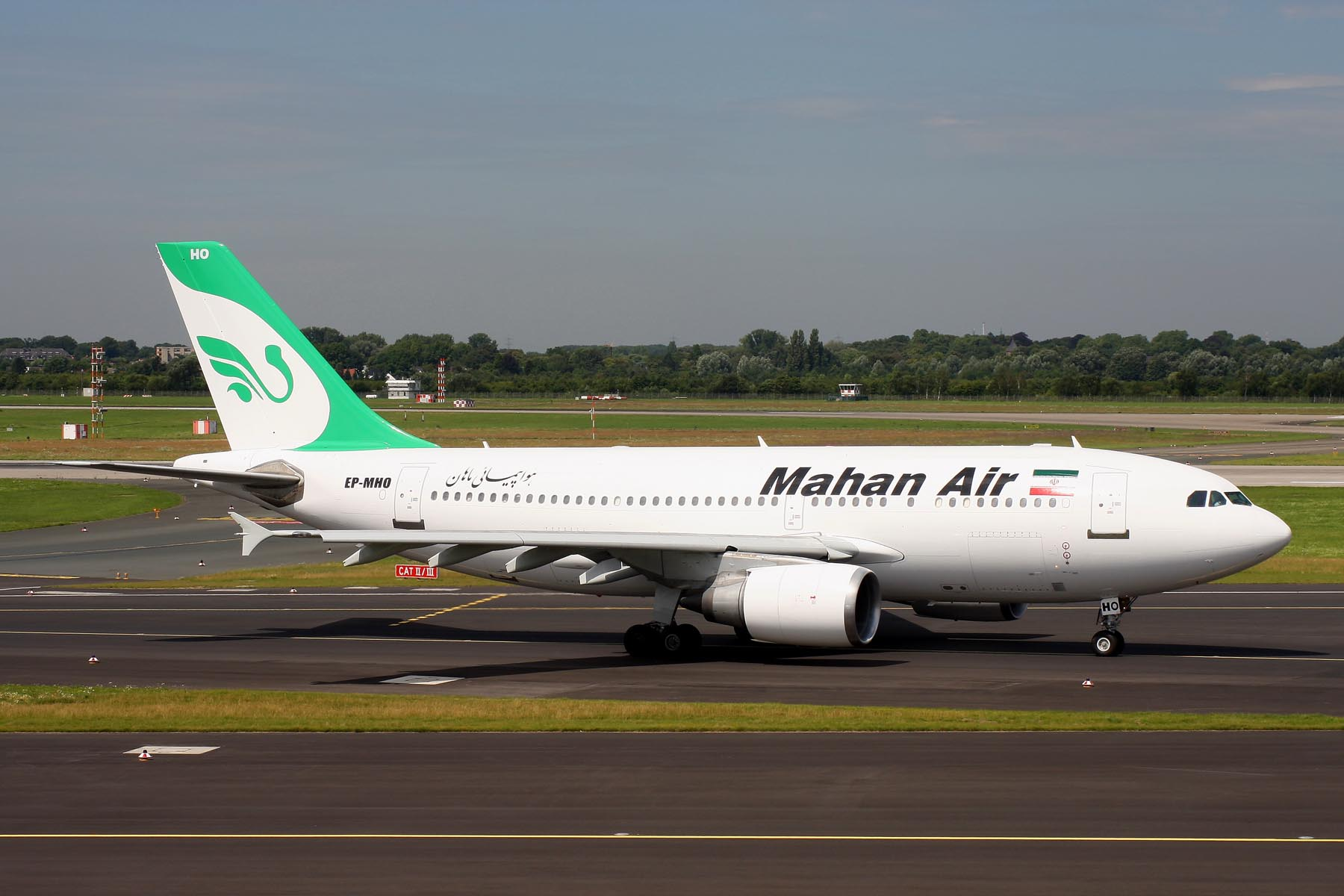
Airbus A310-304 de Mahan Air
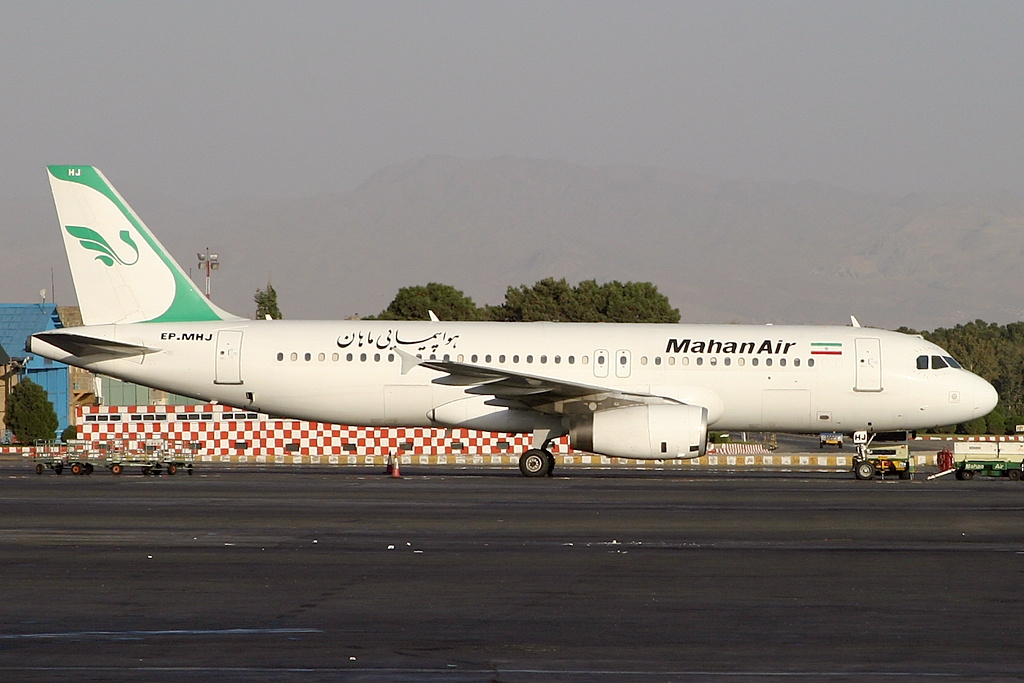
Airbus A320-232 de Mahan Air
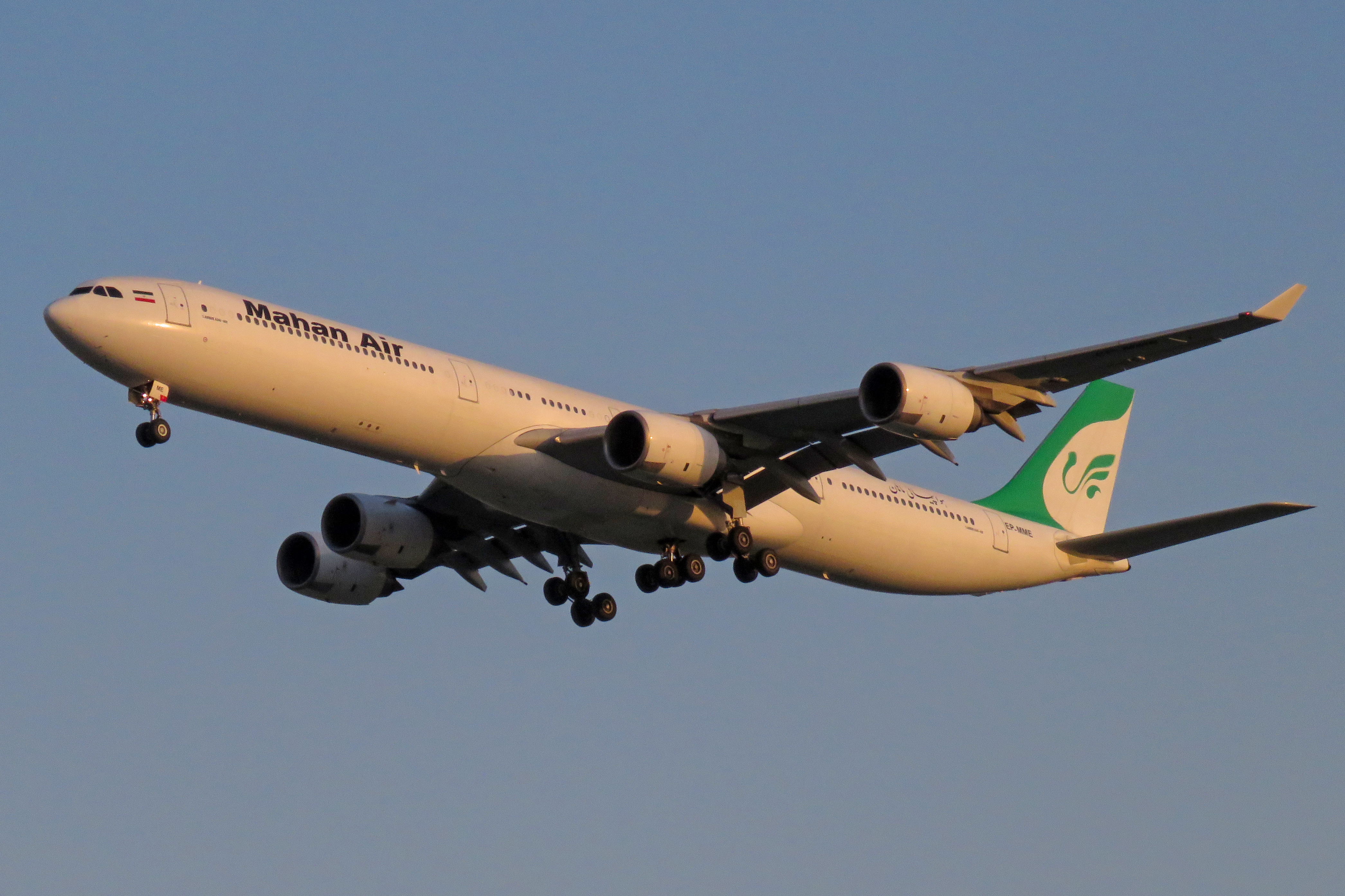
Airbus A340-642 de Mahan Air

De septembre 2007 à juillet 2008, la compagnie était présente sur la liste noire de l'Union européenne.
Depuis 2019, Mahan Airlines est soumise à des sanctions du département du Trésor des États-Unis pour ses liens avec le corps des gardiens de la révolution islamique que les États-Unis considèrent comme une organisation terroriste. Mahan Airlines est accusée par les États-Unis de transporter des armes et du matériel militaire du corps des gardiens. Le 19 août 2020, le département du Trésor des États-unis, sous l'administration Trump, impose des sanctions à deux compagnies aériennes des Émirats arabes unis, Parthia Cargo et Delta Parts Supply, ainsi qu'au propriétaire de Parthia, l'Iranien Amin Mahdavi. Ces deux sociétés sont accusées d'avoir fourni des services et des pièces à Mahan Airlines. L'une des deux compagnies aériennes émiraties fait également face à des accusations criminelles pour violation des réglementations américaines sur le contrôle des exportations par des procureurs fédéraux.

## Flotte

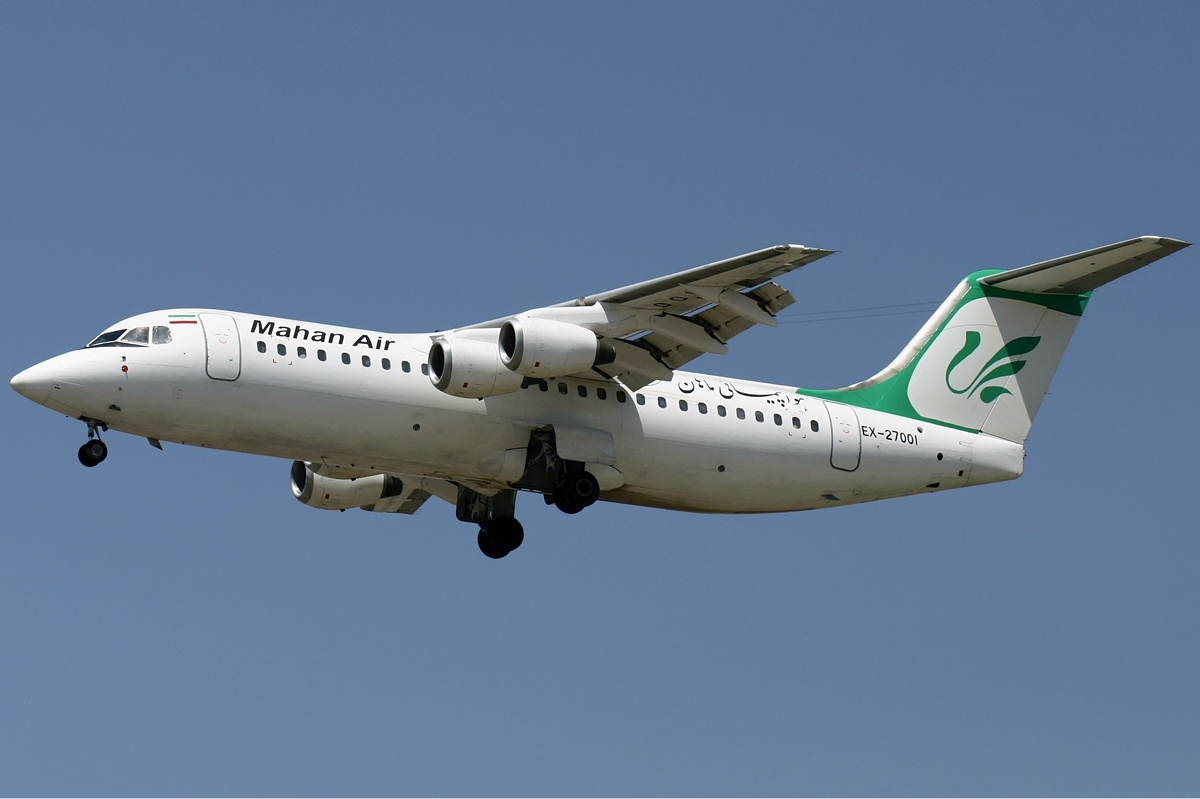
BAe 146-300 de Mahan Air

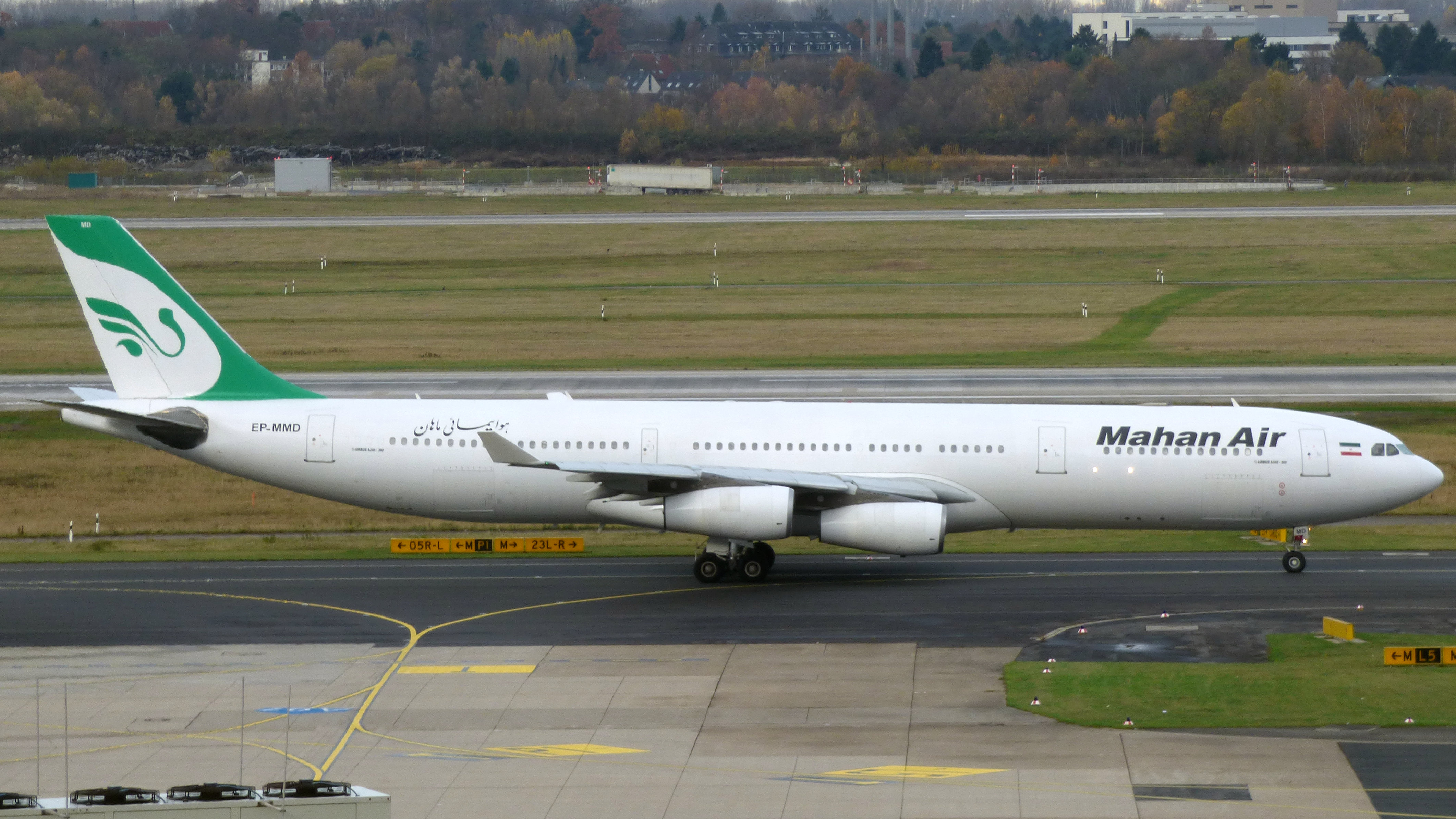
Airbus A340-300 à l'aéroport de Dusseldorf

### Flotte actuelle
En mars 2023, les appareils suivants sont en service au sein de la flotte de Mahan 
Air,:

### Flotte historique
- Airbus A300B2
- Airbus A300B4
- Airbus A320-200
- Airbus A321-100
- Lockheed L-1011 TriStar
- McDonnell Douglas MD-82
- McDonnell Douglas MD-83
- Tupolev Tu-154M
- Tupolev Tu-204-120

## Destinations
Mahan Air exploite de nombreuses destinations en Iran et dans des villes du Moyen-Orient ainsi que des destinations internationales et européennes.
La France n'est plus desservie par la compagnie depuis le 1er avril 2020.